# 유엔 안전 보장 이사회 결의 제1874호

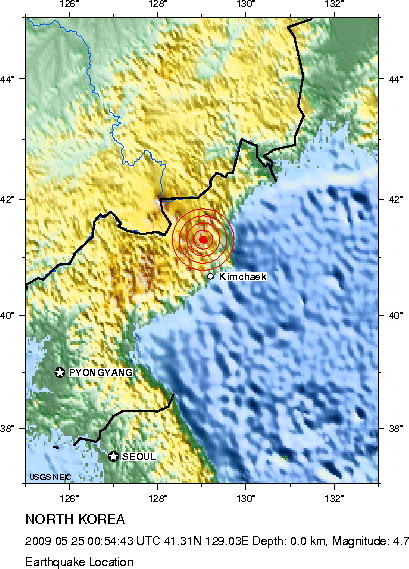

유엔 안전 보장 이사회 결의 제1874호는 조선민주주의인민공화국의 무기 수출을 금지하는 내용이다. 2009년 5월 25일 조선민주주의인민공화국의 2차 핵실험 직후 나온 안보리의 처벌 판결이다.
북한에 대한 3차 제재 및 엄격한 무기 금수조치를 부과
• 북한으로의 모든 유형의 무기 수출 금지(재래식 무기 또는 비재래식 무기 포함)
• 모든 무기 및 관련 물질, 기술, 상품, 장비 수출 금지
• 육로, 해상, 항공, 도로를 통한 모든 화물 검사 및 금지된 불법 거래 상품 파기 및 압수
• 북한 정부의 대량살상무기와 연결될 수 있는 모든 유형의 금융 서비스 금지(양허성 대출, 무상원조, 금융 서비스 포함)
• 대북제재 전문가 패널 연장 (원래 2006년 10월 설립, 하지만 재설립한 뒤 2010.6.8까지) 및 10명 인원 규모로 제재 위반 모니터링

## 내용
유엔 안보리는 ‘결의 1874호’(2009년 6월12일)에서 “탄도미사일 기술을 이용한 어떠한 발사”도 금지해, 북한의 위성 발사도 금지 대상으로 묶었다.
유엔 안보리는 2006년 북한 1차 핵실험에 따른 대응으로 채택한 대북 제재 결의를 했다. 유엔 안전 보장 이사회 결의 제1718호 5항을 통해 "탄도미사일 프로그램 관련 모든 활동을 금지한다"고 명시했다. 당시 한미일 3국은 이 조항이 인공위성을 탑재한 장거리 로켓도 탄도미사일에 이용될 수 있기 때문에 북한의 로켓 발사가 인공위성이든 미사일이든 안보리 결의 위반이라고 해석했다.
이후 안보리는 추가 대북 결의 1874호(2009년), 2087호(2013년) 등을 통해 "탄도미사일 기술을 사용한 어떤 추가 발사도 금지한다(Demands that the DPRK not proceed with any further launches using ballistic missile technology)"며 문구를 더욱 구체화했다.

## 북한의 반발
게리 세이모어 전 백악관 대량살상무기 조정관은 "북한의 탄도미사일 실험을 금지하는 많은 유엔 안보리 결의들이 있다”며 “인공위성을 우주로 쏘아 올리는 데 사용되는 기술은 탄도미사일 개발에 사용되는 것과 동일한 기술"이라고 설명했다.
그러나 북한은 평화적인 우주 개발을 할 권리는 규제되지 않는다고 주장한다.

## 위반 사례
2012년 4월 13일, 북한은 김일성 생일 100주년을 맞아, 광명성 3호를 발사했다. 4월 17일, 유엔 안보리는 의장성명을 채택했다. 성명을 통해, 북한의 로켓 발사가 유엔 안전 보장 이사회 결의 제1718호와 유엔 안전 보장 이사회 결의 제1874호를 심각하게 위반했다고 강조했다. 중국, 러시아는 결의에는 반대했지만, 의장성명에는 찬성했다.

## 같이 보기
- 유엔 안전 보장 이사회 결의 제1718호 - 2006년 조선민주주의인민공화국의 제1차 핵실험 직후 나온 안보리 결의
- 유엔 안전 보장 이사회 결의